# Klub sportovních novinářů
Klub sportovních novinářů České republiky (KSN) je profesní sdružení profesionálních novinářů, televizních a rozhlasových reportérů, fotoreportérů a filmařů, kteří se zabývají převážně sportovní problematikou. Klub byl založen v roce 1923 a o rok později se podílel na ustavení Mezinárodní organizace sportovních novinářů (AIPS). KSN ČR je vyhlašovatelem anket Sportovec roku a Zlatý míč ČR. 

## O KSN
Jako profesní organizace zastupuje KSN zájmy svých členů v jednání se sportovními kluby, svazy a dalšími sdruženími s cílem zajistit vhodné podmínky pro novinářskou práci. Ke vzdělávání svých členů klub přispívá organizací odborných seminářů.
Jako přímý organizátor, spoluorganizátor či držitel záštity se KSN podílí na pořádání novinářského mistrovství ČR ve sjezdovém lyžování, plážovém volejbalu, golfu, tenisu, fotbalu, atletickém desetiboji a dalších sportech.
Klub sportovních novinářů vede předseda, který je každé dva roky volen v přímé volbě na valné hromadě. Na stejně dlouhé období je volen také osmičlenný výbor, který společně s předsedou klubovou činnost řídí.
Čistotu novinářské profese koriguje Etický a morální kodex KSN, na jehož dodržování dohlíží tříčlenná etická komise. Také ta je volena pravidelně na dvouleté období.
Podle specializací na hlavní sporty se redaktoři podílejí na práci v odborných sekcích. Nejaktivnější jsou sekce fotbalových, hokejových a atletických novinářů.

## Historie
Klub sportovních novinářů byl založen v roce 1923 a jeho prvním předsedou se stal Vilém Heinz-Henry, vedoucí redaktor sportovní rubriky Národních listů. Klub začal pracovat dokonce o tři roky dříve než Syndikát československých novinářů.
Za války klub nevyvíjel činnost, ta byla oživena až po osvobození. Prvním poválečným předsedou českých sportovních novinářů byl Václav Tomek z Obrany lidu. Dalšími předsedy se stali Jan Blecha (Rudé právo), Karel Marek (Československý sport), Josef Davídek (Rudé právo), Josef Malý (Čs. rozhlas), Oldřich Žurman (Stadión) a Ivo Urban (Rudé právo).
Až do listopadu 1989 byl KSN součástí Svazu novinářů, pak si vytvořil vlastní stanovy a stal se samostatným právním subjektem.
Polistopadovými předsedy KSN byli Pavel Vitouš (MF DNES), Tomáš Pudil (Lidové noviny), Ladislav Ježek (Rudé právo), Milan Macho (MF DNES, později Hattrick). Od roku 2001 byl až do roku 2023 předsedou Zdeněk Pavlis (Večerník Praha, později Sport.cz). Od roku 2023 je předsedou Michal Dusík (Česká televize)
V roce 1924 se čeští sportovní novináři podíleli na založení Mezinárodní organizace sportovních novinářů
(Association Internationale De La Presse Sportive – AIPS). Stalo se tak během olympijských her v Paříži a mezi pěti zakládajícími členy byl i Ondřej Sekora, český spisovatel a novinář, který tehdy ve Francii pobýval jako zpravodaj deníku Lidové noviny. 

## Sportovní ankety
Už od roku 1959 vyhlašuje Klub sportovních novinářů nejlepší české sportovce a sportovní kolektivy v anketě Sportovec roku. V roce 2000 vznikla kategorie sportovní legenda, ve které se hodnotí celoživotní sportovní přínos a vítěz získává Cenu Emila Zátopka.
Anketa Zlatý míč České republiky vznikla v roce 1997, když sportovní novináři přestali hlasovat v tradiční anketě Fotbalista roku. Příčinou, proč si založili vlastní konkurenční soutěž, byly nesrovnalosti při vyhlašování výsledků Fotbalisty roku 1996.